# Lasar Madscharow

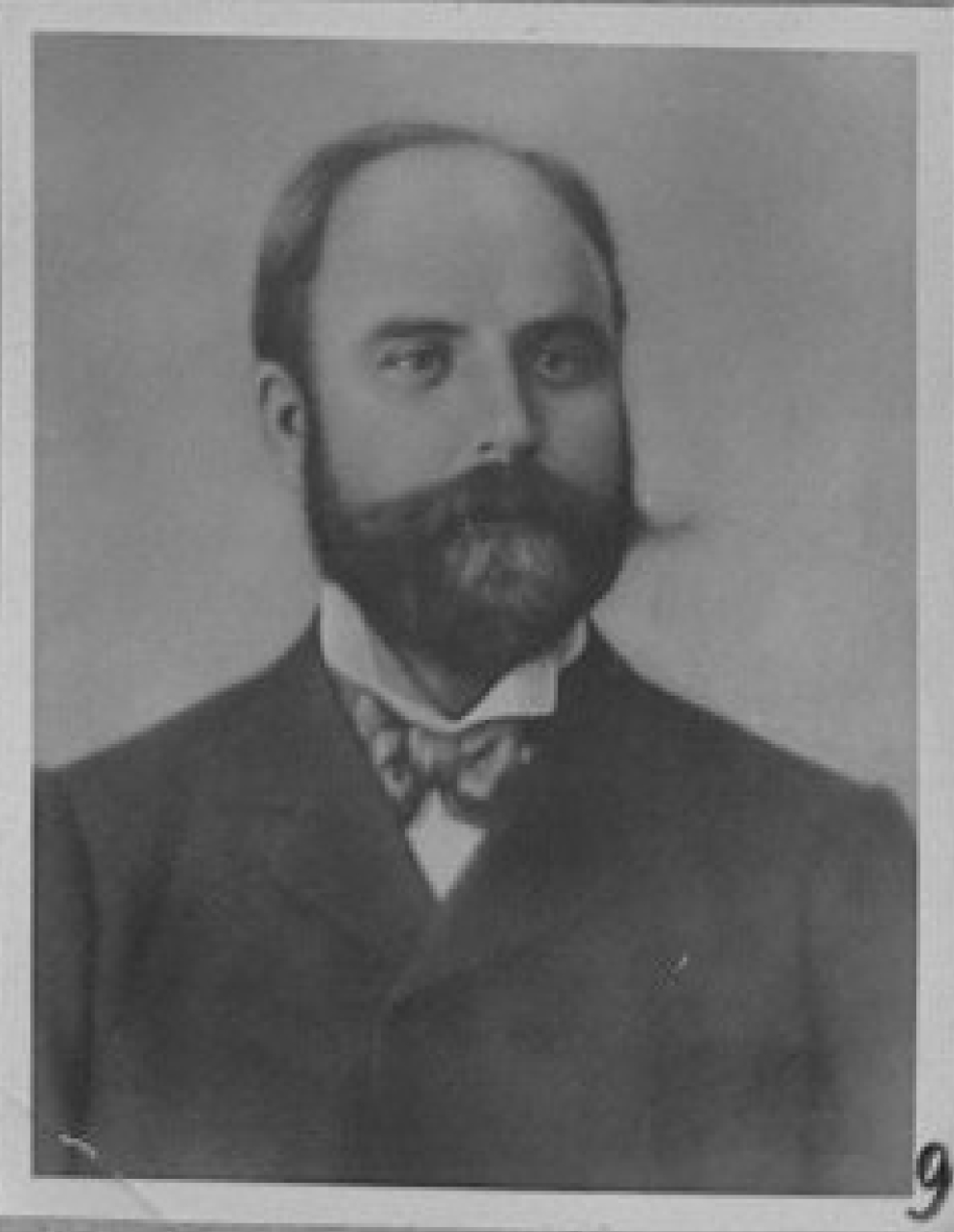
Lasar Madscharow

Lasar Madscharow (auch Lazar Madzharov geschrieben, bulgarisch Лазар Маджаров; * März 1872 Negowan, heute Xylopoli bei Thessaloniki in Griechenland; † 10. November 1907 bei Loutros, heute in Griechenland) war ein bulgarischer Revolutionär, Freiheitskämpfer und gilt als eine führende Persönlichkeit der Innere Makedonisch-Adrianopeler Revolutionäre Organisation in Makedonien und Thrakien. Er leitete neben Michail Gerdschikow die Vorbereitungen des Ilinden-Preobraschenie-Aufstandes und befehligte Einheiten der Organisation in der „7. revolutionären Region“, die Ostthrakien einschloss. Er war Mitschüler und enger Freund von Goze Deltschew. Der Politiker und Freiheitskämpfer Atanas Madscharow ist sein Bruder.